# 丰桑塔
丰桑塔，是西班牙卡斯蒂利亚-拉曼恰自治区阿尔瓦塞特省的一个市镇。 总面积24km²，2001年普查人口總數為367人，人口密度為每平方公里15人。